# Gustaf Lallerstedt
Sven Gustaf Lallerstedt, född 1 maj 1816 i Heda församling, Östergötlands län, död 4 februari 1864 i Sankt Nikolai församling, Stockholms stad (folkbokförd i Vadstena församling, Östergötlands län), var en svensk tidningsman och politiker. Han var farbror till arkitekten Erik Lallerstedt.

## Biografi
Gustaf Lallerstedt var en av grundarna av tidningen Bore. Han var även delägare och medarbetare i Aftonbladet åren 1851–1864.
1842–1856 var han sekreterare i Allmänna brandförsäkringsverket för byggnader på landet, ledamot i hypoteksbanken, och i den av regeringen tillsatta finanskommittén. Politiskt var han 1856–1863 ledamot av borgarståndet vid ståndsriksdagen och verkade för liberala reformer. Han stödde, liksom August Sohlman, frihetsrörelserna i Italien och Polen samt stödde Oscar I:s aktivistiska politik under Krimkriget.
Som ivrig förespråkare för skandinavismen utgav han 1856 en fransk broschyr La Scandinavie, ses craintes et ses espérances som senare utkom i svensk och engelsk översättning. Gustaf Lallerstedt begick självmord på grund av ekonomiska problem.